# Сюй Цзяюй
Сюй Цзяю́й (кит. упр. 徐嘉余, пиньинь Xú Jiāyú; род. 19 августа 1995, Вэньчжоу, Чжэцзян) — китайский пловец, чемпион и четырёхкратный серебряный призёр Олимпийских игр, трёхкратный чемпион мира, многократный чемпион Азиатских игр.
В 2012 году принял участие в Олимпийских играх в Лондоне, там стал 28-м. В 2014 году стал призёром Азиатских игр.
В 2017 году первым из китайских пловцов выиграл золото на дистанции 100 метров на спине на чемпионате мира. Спустя два года вновь стал чемпионом мира на этой дистанции.
На Азиатских играх 2023 года выиграл пять золотых медалей, включая победы на всех дистанциях в плавании на спине.